# Рада Міністрів Азербайджанської РСР
Рада Міністрів Азербайджанської РСР (азерб. Azərbaycan SSR Nazirlər Soveti) — найвищий орган державного управління в Азербайджанській РСР у 1946—1991 роках.

## Історія
У перші десятиліття існування Азербайджанської РСР, у ролі уряду виступала Рада Народних Комісарів, а з 1946 року — Рада Міністрів. За цей час найвищими органами державної влади були: в 1920—1921 роках — Азербайджанський Тимчасовий Революційний Комітет; у 1921—1938 роках — Азербайджанський з'їзд рад, Азербайджанський Центральний Виконавчий Комітет та його Президія; в 1938—1991 роках — Верховна Рада Азербайджанської РСР. Верховна Рада Азербайджанської РСР створювала Раду Міністрів на першій сесії чергового скликання. Підбором його складу займався Голова Ради Міністрів, а кандидатури підтверджувались Верховною Радою. Рада Міністрів є найвищим виконавчим розпорядчим органом державної влади, підзвітним та відповідальним перед Верховною Радою, а в період між сесіями Верховної Ради — перед Президією Верховної Ради.
Приміщенням Ради Міністрів, а також ЦК Комуністичної партії Азербайджанської РСР служив житловий будинок Бакради.

## Голови
| №  | Голова  | Голова                                     | Термін повноважень | Термін повноважень | Термін повноважень | Партія                                | Голова уряду                       | Примітки |
| №  | Портрет | ПІБ                                        | Початок            | Кінець             | Кількість днів     | Партія                                | Голова уряду                       | Примітки |
| -- | ------- | ------------------------------------------ | ------------------ | ------------------ | ------------------ | ------------------------------------- | ---------------------------------- | -------- |
| 1  | —       | Теймур Імамгулі огли Кулієв (1896–1965)    | 28 березня 1946    | 6 квітня 1953      | 2566               | Комуністична партія Радянського Союзу | Багіров Мір Джафар Аббас-огли      |          |
| 2  |         | Багіров Мір Джафар Аббас-огли (1896–1956)  | 6 квітня 1953      | 20 липня 1953      | 105                | Комуністична партія Радянського Союзу | Якубов Мір Теймур Мір Алекпер-огли | [ 1 ]    |
| 3  | —       | Теймур Імамгулі огли Кулієв (1896–1965)    | 20 липня 1953      | 1 березня 1954     | 224                | Комуністична партія Радянського Союзу | Якубов Мір Теймур Мір Алекпер-огли | [ 1 ]    |
| 4  | —       | Рагімов Садиг Гаджияр Алі-огли (1914–1975) | 1 березня 1954     | 8 липня 1958       | 1590               | Комуністична партія Радянського Союзу | Мустафаєв Імам Дашдемір-огли       | [ 2 ]    |
| 5  | —       | Велі Юсуф огли Ахундов (1916–1986)         | 8 липня 1958       | 10 липня 1959      | 367                | Комуністична партія Радянського Союзу | Мустафаєв Імам Дашдемір-огли       | [ 3 ]    |
| 6  | —       | Мамед Абдул огли Іскендеров (1915–1985)    | 10 липня 1959      | 29 грудня 1961     | 903                | Комуністична партія Радянського Союзу | Ахундов Велі Юсуфович              | [ 1 ]    |
| 7  | —       | Енвер Назар огли Аліханов (1917–1992)      | 29 грудня 1961     | 10 квітня 1970     | 3024               | Комуністична партія Радянського Союзу | Ахундов Велі Юсуфович              | [ 1 ]    |
| 8  | —       | Алі Ізмаїл огли Ібрагімов (1913–1985)      | 10 квітня 1970     | 22 січня 1981      | 3920               | Комуністична партія Радянського Союзу | Гейдар Алірза огли Алієв           |          |
| 9  | —       | Гасан Неймат огли Сеїдов (1932–2004)       | 22 січня 1981      | 27 січня 1989      | 2927               | Комуністична партія Радянського Союзу | Гейдар Алірза огли Алієв           |          |
| 10 |         | Аяз Ніязі огли Муталібов (1938–)           | 27 січня 1989      | 26 січня 1990      | 364                | Комуністична партія Радянського Союзу | Везіров Абдул-Рахман Халіл-огли    | [ 4 ]    |
| 11 |         | Гасан Азіз огли Гасанов (1940–)            | 26 січня 1990      | 7 лютого 1991      | 377                | Комуністична партія Радянського Союзу | Аяз Ніязі огли Муталібов           | [ 5 ]    |